# NGC 5156
NGC 5156 (другие обозначения — ESO 220-13, IRAS13256-4839, PGC 47283) — спиральная галактика с перемычкой (SBb) в созвездии Центавр.
Этот объект входит в число перечисленных в оригинальной редакции «Нового общего каталога».
В галактике вспыхнула сверхновая SN 2012cj типа IIP, её пиковая видимая звездная величина составила 17,6.